# 彼得·吉爾克里斯特
彼得·吉爾克里斯特（Peter Gilchrist，1968年—），出生於米德爾斯堡，是英裔新加坡英式撞球運動員。
吉爾克里斯特在1994年、2001年和2013年贏得了WPBSA世界錦標賽。2003年，吉爾克里斯特移居新加坡，成為全國撞球和司諾克教練。
2006年，吉爾克里斯特以曾經代表英格蘭獲得兩屆世界撞球冠軍（1994年和2001年）的身份，成為外國體育人才計劃下的新加坡公民。他還代表新加坡參加了2009年的東南亞運動會，他在英式撞球單打比賽中獲得金牌，在雙打比賽中獲得銅牌。
在紐西蘭公開賽撞球錦標賽中，他還創下了現代規則下撞球最高分（1346分）的世界紀錄。2014年2月14日，他在世界撞球愛爾蘭公開賽上獲得了他的第二個1,000分。他是現代唯一一位在錦標賽中獲得超過1,000分的球員。